# Якубовский, Игорь Кузьмич
Игорь Кузьмич Якубовский (укр. Ігор Кузьмич Якубовський; 29 января 1960, Вильнюс, Литовская ССР, СССР) — советский и украинский футболист, полузащитник. Мастер спорта СССР (1983). Якубовский играл на поле роль диспетчера, отличался хорошей техникой, неуступчивостью, умел завершать атаки результативными ударами.

## Биография
Родился и вырос в Вильнюсе. В детстве играл в футбол в уличной команде, которая добилась права участвовать в финальном турнире клуба «Кожаный мяч» в Челябинске. Вскоре был замечен тренерами футбольной школы вильнюсского «Жальгириса», куда в итоге и перешёл. Там он занимался семь лет, из которых четыре года под руководством Ромуальдаса Юшки, известного футболиста, а затем судьи международной категории.
В 1977 году, будучи ещё школьником, Якубовский стал игроком «Жальгириса», выступавшего во второй лиге СССР. После школы он поступил сначала в педагогический институт на факультет физвоспитания, а затем — в Вильнюсский университет на экономический факультет. Якубовский играл за студенческую команду, приглашался в различные сборные. В 1981 году провёл за «Жальгирис» один сезон в первой лиге СССР.
В 1982 году перешёл в харьковский «Металлист», команду высшей лиги. Его дебют за «Металлист» состоялся 6 апреля 1982 года в Баку, в матче против местного клуба «Нефтчи». С 1983 года Якубовский стал основным игроком харьковского клуба, позже был выбран капитаном команды. В этом качестве он помог команде выиграть Кубок СССР в 1988 году. Всего в высшей лиге СССР провёл 190 матчей, забил 19 голов; в кубке СССР сыграл 26 матчей, забил 3 гола, также в сезоне 1988/89 сыграл в четырёх матчах Кубка обладателей кубков.
Летом 1990 года Якубовский перешёл в запорожское «Торпедо», выступавшее во второй низшей лиге СССР, и помог клубу выйти во вторую лигу. После распада СССР Якубовский остался на Украине, выступал за команды «Торпедо» (Запорожье), «Темп» (Шепетовка) и «Химик/Полесье» (Житомир) (некоторое время был играющим тренером команды). Карьеру завершил в 1998 году.